# Aplonis brunneicapillus
Aplonis brunneicapillus là một loài chim trong họ Sturnidae.